# Mathias Gey
Mathias Gey (* 7. července 1960 Tauberbischofsheim, Německo) je bývalý západoněmecký a německý sportovní šermíř, který se specializoval na šerm fleretem. Západní Německo a sjednocené Německo reprezentoval v osmdesátých a na začátku devadesátých let. Na olympijských hrách startoval v roce 1984 a 1988 v soutěži jednotlivců a družstev. V soutěži jednotlivců obsadil na olympijských hrách 1984 šesté místo. V roce 1987 získal titul mistra světa v soutěži jednotlivců. Se západoněmeckým družstvem fleretistů vybojoval na olympijských hrách 1984 a 1988 stříbrnou olympijskou medaili a v roce 1983 a 1987 vybojoval s družstvem titul mistrů světa.